# Faktisk.no
Faktisk.no ("Actually.no") é um site norueguês de verificação de fatos. Este site é produzido no âmbito de uma cooperação entre as principais empresas de comunicações da Noruega, como a emissora estatal NRK, o conglomerado de media Schibsted (dono do Verdens Gang e do Aftenposten) e o jornal liberal Dagbladet. Para além disso, é parte integrante da Rede Internacional de Verificação de Factos. Este site foi fundado em 2017. Em 2018, começou uma parceria com o Facebook para verificar os conteúdos presentes nessa plataforma. Kristoffer Egeberg foi editor-chefe até junho de 2023.
Nessa altura, ele anunciou a sua demissão com efeito imediato para desempenhar um cargo no serviço secreto norueguês de vigilância e inteligência PST.